# Bonn-Bad Godesberg
Bonn-Bad Godesberg – dworzec kolejowy w Bonn, w kraju związkowym Nadrenia Północna-Westfalia, w Niemczech. Stacja została otwarta w 1855. Znajdują się tu 2 perony. Stacja należy do kategorii 4 DB.